# Abtei Saint-Magloire (Paris)

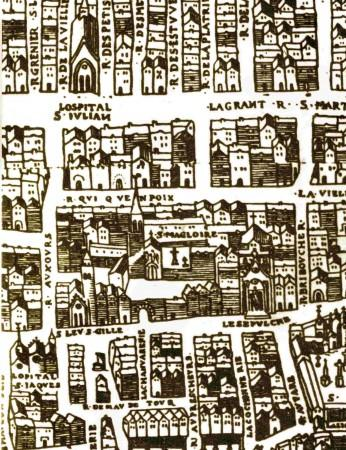
Die Abtei Saint-Magloire auf dem Plan von Truchet und Hoyaux, im Ausschnitt in der Mitte (links ist Norden)

Die Abtei Saint-Magloire in Paris (Abbatia Sancti Maglorii Parisiensis) ist ein ehemaliges Benediktinerkloster im Norden der Stadt. Sie lag an der Ostseite der Kreuzung Rue Saint-Denis mit der (heutigen) Rue Rambuteau und erstreckte sich von dort aus bis über den Boulevard de Sébastopol.

## Geschichte
Als Mönche aus der Abtei Saint-Denis in Léhon vor den normannischen Überfällen geflohen waren, suchten sie in Paris – je nach Chronist – Hugo den Großen († 956) oder Hugo Capet († 996) auf; der Graf von Paris gründete um 970 die Benediktinerabtei Saint-Magloire in Paris. Er wies ihnen ein Stück Land am östlichen Rand der Rue Saint-Denis zu (In suburbio Parisiaco, haud procul a moenibus, d. h. in einem Vorort von Paris, nicht weit (aber außerhalb) der (karolingischen) Stadtmauer), wo sie eine Kapelle bauten, die dem Heiligen Georg geweiht wurde.
Das Kloster wurde dann gegen Ende des 10. Jahrhunderts auf der Île de la Cité in unmittelbarer Nachbarschaft des Palais de la Cité errichtet, an der Stelle einer alten Bartholomäus-Kapelle östlich des heutigen Boulevard du Palais in Höhe der Conciergerie.
989 schenkt Robert der Fromme der Abtei den Zehnt des gerodeten Lands („essarts“) im Wald von Yvelines (omnis terris Aquiline, der frühere Name des Walds von Rambouillet) Zudem bekräftigte in einem um 999 verfassten Diplom alle Schenkungen seines Vaters und Großvaters.
König Heinrich I. (1008–1060), bestätigte 1031/32 den Zehnt von Yvelines und schenkte dem Kloster die neue Kirche von Les Essarts-le-Roi mit ihrem Zehnt.
König Philipp I. unterzeichnete 1093 eine Urkunde, in der die Unterstellung der Abtei Saint-Magloire in Paris unter die Abtei Marmoutier ausgesprochen wurde.
Im Jahr 1138 verließen die Mönche von Saint-Magloire die Île de la Cité und ließen sich in ihrer Domäne an der östlichen Seite der Rue Saint-Denis nieder, wo 1235 die Pfarrkirche Saint-Leu-Saint-Gilles errichtet wurde. Zwei Brüder blieben in der Kirche Saint-Barthélémy auf der Île de la Cité, die zum Zentrum einer kleinen Pfarrei wurde. Der junge Herzog Gottfried II. von Bretagne bestätigte 1181 ein Abkommen zwischen der Abtei Saint-Magloire in Paris und dem königlichen Priorat Saint-Magloire in Léhon.
Zentrum des Besitzes des Abtei in Yvelines wurde die Herrschaft Méré: die Abtei besaß die umgebenden Pfarreien Grosrouvre, Galluis mit La Queue-les-Yvelines, Mareil-le-Guyon, Bazoches-sur-Guyonne mit Les Mesnuls, Montfort-l’Amaury, Autouillet, Boissy-sans-Avoir
Die Abtei diente im 16. Jahrhundert als Pfründe von Kommendataräbten (Charles Boucher d’Orsay (1541) und Nicole de Saint-Ouen (1555)) und wurde 1564 vom Bischof von Paris übernommen, der den Besitz nach und nach weitgehend verkaufte. Lediglich die Herrschaft Méré behielten die Bischöfe und später Erzbischöfe bis 1790. Zu diesem Besitz der Abtei gehörten:
- die Herrschaft Morsang (1564 verkauft),
- die Herrschaft Ris (1570 verkauft),
- die Herrschaft Villiers-Chapuis (1573 verkauft),
- die Herrschaft Issy (1599 verkauft),
- die Herrschaft Lieutel (30. April 1650 an Guillaume Robichon verkauft),
- das Priorat von Versailles (1673 an den König verkauft)
- das Priorat von Saint-Martin d’Ez, das Saint-Magloire 1181 von Marmoutier erhalten hatte (ging in der zweiten Hälfte des 16. Jahrhunderts an die Abtei Saint-Martin de Pontoise).

Im Jahr 1572 wurden das Kloster in der Rue Saint-Denis aufgegeben, dann von den Augustines de l’Ordre de la Pénitence de la Madeleine weitergeführt, bis es 1790 aufgelöst wurde. Die Kirche und das Kloster wurden einige Jahre später zum Teil abgerissen, und die Überreste wurden von einem Gastwirt bewohnt, bevor sie ebenfalls abgerissen wurden. 
1618 war auf Initiative des Bischofs und Kardinals Henri de Gondi in der Rue Saint-Jacques in der Nähe der Kirche Saint-Jacques-du-Haut-Pas das Katholische Priesterseminar Saint-Magloire gegründet worden.